# أبو علي (فلم)
أبو علي فيلم مصري من إنتاج عام 2005.
تاريخ عرض الفيلم يوافق يوم عرفة لعام 1425 هـ.

## قصة الفيلم
تدور أحداث الفيلم حول شاب يعمل بإحدى المتنزهات الملاهي ومن حين لآخر يساعد بعض الخارجين عن القانون بتمرير سياراتهم الجديدة وتهريبها للداخل مع تقاضي بعض المال ويرفض المشاركة معهم والتعاون بالعمل معهم في مجال المخدرات وفي يوم من الأيام تتشاجر أخته مع زوجها لخيانته ولحضوره مع عشيقته في منزل الزوجية بل انه يضربها فعادت بأولادها إلي منزل العائلة حين كان اخوها حسن أو أبو علي نائما واستيقظ علي صوتها فقرر أن يثأر لأخته ويذهب إليه بمكان عمله ويضربه فقبض عليه وبحيلة ذكية مثل أمام عميد الشرطة انه قد ضرب من طرف ضابط المباحث فعاونه العميد على الخروج واعطاه كارت ليتصل به في أي مشكلة.
ولكنه يعود ليجد أخاه الصغير قد ضرب من قبل زوج اخته وحين تم الكشف عنه وجد أنه مصاب بعيب خلقي بالقلب ولابد له من عملية جراحية تفوق تكلفتها إمكانياته بكثير.
وافق علي أن يعود إلي العصابة ويطلب منهم العمل بالمخدرات إلا أن رئيس العصابة يرفض لأنه قد دخل القسم وتكلم منفردا مع العميد مما أثار شكوكهم وخافوا من انه قد أصبح مشكوكا في امره أو انه مشتبه به، ليعود إلى مقر العصابة ويسرق هو وصديقه مبلغا من المال بالإضافة إلى قطعة اثرية
خرج الصديقان وركبا سيارة أجرة ميكروباص إلا أن السائق نبهه زميل له بأن الضابط خالد الصاوي واقف في كمين ونبه السائق بدوره الركاب حتى لا يتعطل هو بأن أي أحد مخالف للقانون ينزل من السيارة فهبط الصديقان لما معهما من مال وأثار
أرادا أن يركبا سيارة فدفع بصديقه أمام إحدى السيارات والتي كانت هي سيارة سلمى - منى زكي لتدخل معهما الصراع مرغمة، حيث ركبا معها وفي الكمين احس الضابط ببعض الريبة فحاول تفتيش السيارة إذ أن حسن أبو علي كان قد وضع الأشياء المسروقة بالشنطة الخلفية وحين شرع الضابط في التفتيش أشهر أبو علي السلاح في وجه منى زكي وجعلها تسرع بالسيارة ومسك هو عجلة القيادة وهرب جميعهم بعد مطاردة الضابط لهم وقتله لأحد رجال الشرطة بمسدسه واتهمهم بقتله بالرغم من انه هو الذي قتل
وتبدأ رحلة الهروب ويجعل اخاه الصغير يخضع للعملية الجراحية بالنقود المسروقة وفي خلال رحلة الهروب تحبه ويحبها ويحاول الضابط تضييق الخناق عليهما لينفد بجلده لأنه هو القاتل الحقيقي وفي آخر الفيلم يتجمع الجميع في الملاهي بعد أن اتصل أبو علي بالعميد واتفق معه علي ما سيحدث حيث حاول الضابط قتله وقتل العصابة ليفوز هو بالقطعة الأثرية إلا أن أبو علي أفسد عليه المهمة القذرة التي كان ينوي أن يفعلها بظهور رجال الشرطة مع العميد الذي قد تعرف عليه أبو علي سابقا وتنتهي أحداث الفلم بعد أن تم القبض على الجميع وتعد سلمى أبو علي انها سوف تنتظره حتى الخروج بعد سنة يقضيها بالسجن لما فعله قبل ذلك وهو مرتاح البال لنهاية رحلة الهروب المريرة وعودة الحق له بعد أن كان متهما بالقتل.

## الممثلون
- كريم عبد العزيز: حسن أبو علي
- منى زكي: سلمى
- طلعت زكريا: أمين صديق حسن
- خالد الصاوي: ضابط الشرطة
- أحمد فؤاد سليم: عميد الشرطة
- أنعام سالوسة: والدة حسن
- سعيد طرابيك: أحد رجال العصابة
- عبد الله مشرف المزور الاعور
- نادية العراقية: عمة سلمى
- متولي علوان: رجل من البدو
- أنور عبد المنعم: أبو أمين
- هادي خفاجة: أخو حسن المصاب
- انتصار: راقصة صديقة حسن
- محسن منصور:الضابط نزار
- طارق عصام: أبن عمة سلمي الذي أكل الجبنة
- مجدي إدريس: زعيم العصابة
- حسن الديب:صاحب القهوة

## روابط خارجية
- مقالات تستعمل روابط فنية بلا صلة مع ويكي بيانات